# Manuel Díaz Dieste
Manuel Díaz Dieste (?, Sant Feliu de Llobregat, 2013) va ser alcalde de Sant Feliu de Llobregat entre 1978 i 1979, fou, doncs, el darrer alcalde franquista.
Format en el Frente de Juventudes, on va arribar a ser «jefe de pelotón» fou conseller local de FET y de las JONS. Va ser regidor pel terç corporatiu des de 1955 fins a 1961. Elegit de nou pel terç familiar el 1973, esdevingué segon tinent d'alcalde i, finalment, ocupà interinament l'alcaldia en cessar l'alcalde Armengol el 1978, en època ja de la Transició Democràtica.